# Супермодель

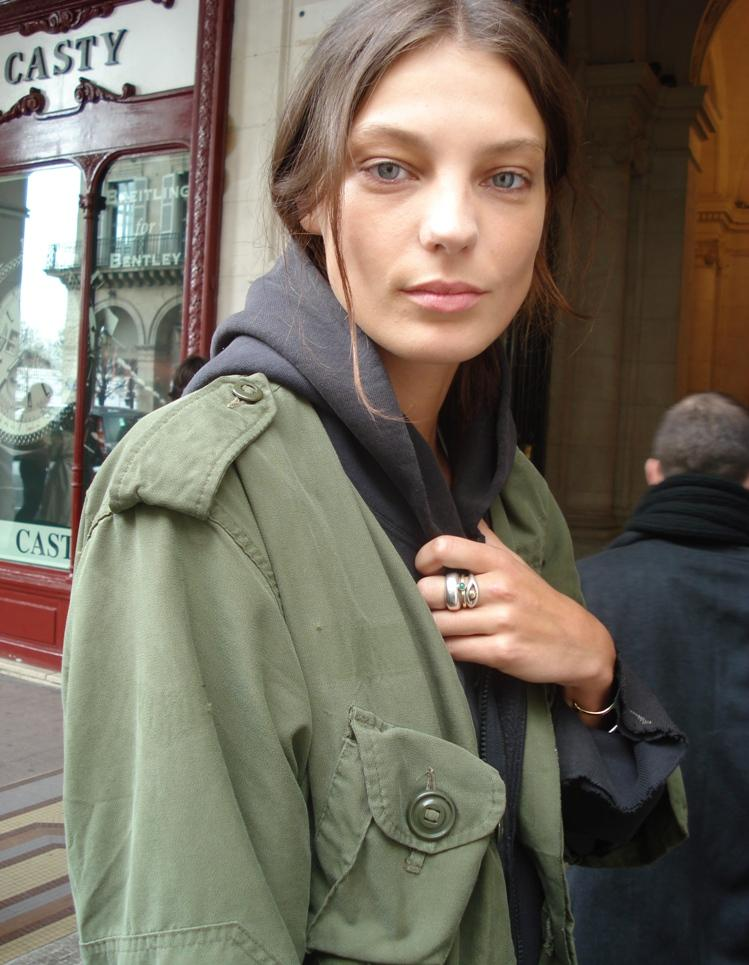
Дарія Вербова, канадська супермодель, художниця та фотографка українського походження

Супермоде́ль, топ-моде́ль — модель, що досягла найвищого професійного рівня; найвища точка кар'єри в професії моделі.
На відміну від статусів «заслужений спортсмен», «народний артист», статус супермоделі не є офіційним. Тому немає жорстких критеріїв, що визначають цей статус. Так зазвичай називають моделей, що здобули широку популярність.
Однією з перших моделей, за якою було визнано статус супермоделі, була Доріан Лі.
Серед відомих супемоделей старшого покоління: Тайра Бенкс, Твіггі, Джіа Каранджі, Дженіс Дікінсон, Кейт Мосс, Сінді Кроуфорд, Лінда Євангеліста, Наомі Кемпбелл, Анна Ніколь Сміт, Гайді Клум, Гелена Крістенсен, Клаудія Шиффер, Летиція Каста, Ель Макферсон, Ембер Валетта, Шалом Гарлоу, Крісті Тарлінгтон, Даніела Пестова, Єва Герцигова, Тетяна Сорокко, Карен Мюлдер, Стефані Сеймур.
Серед супермоделей нового покоління: Белла Хадід , Даутцен Крус, Міранда Кер, Наталія Водянова, Барбара Палвін, Адріана Ліма, Алессандра Амбросіо, Жизель Бюндхен, Кароліна Куркова, Дарія Вербова, Анджела Ліндвал, Євгенія Володіна, Кароліна Трентіно, Ханна Сукупова, Джессіка Стем, Влада Рослякова, Сніжана Онопко, Наташа Полі, Анна В'ялицина, Кармен Кас, Керолін Мерфі, Саша Пивоварова, Агнес Дейн, Ізабелі Фонтану, Таня Дягілєва, Руслана Коршунова, Марина Лінчук, Мішель Меркін, Ерін Воссон.